# Material ablativo

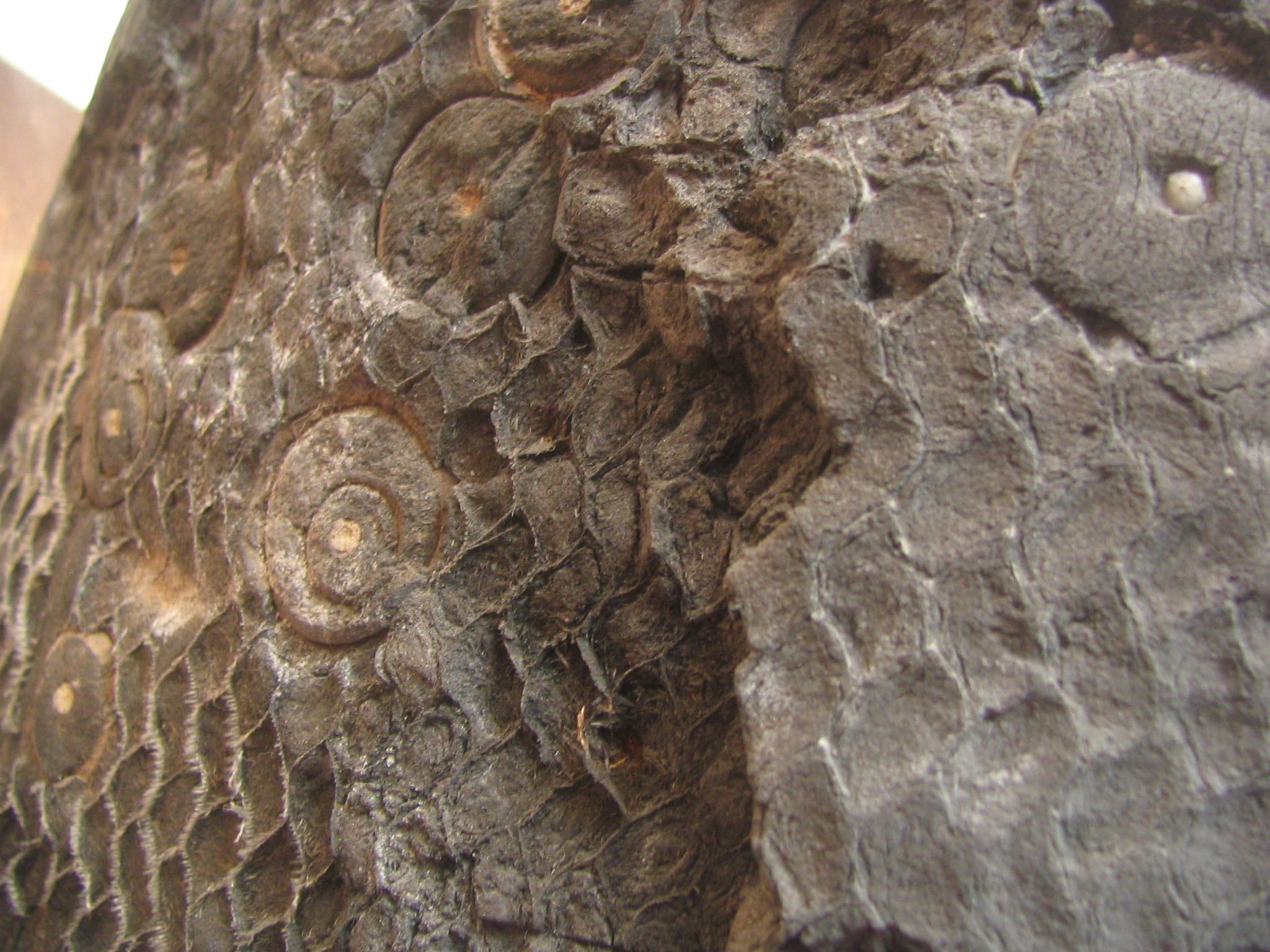
Escudo térmico del módulo de mando de la cápsula Apolo 11 tras la reentrada. Puede verse el material ablativo afectado por la reentrada.

El material ablativo es aquel material fungible que protege a las naves espaciales y a los satélites recuperables contra el calor de miles de grados engendrado por su roce con el aire a velocidades orbitales.
Los ablativos son mezclas a base de resinas sintéticas, tales como epóxidos, silicona o nailon, reforzadas con una armadura de fibras refractarias (sílice, amianto, etc.). Se utilizan formando con ellos una coraza aplicada exteriormente sobre las partes frontales de las piezas espaciales que deben soportar el choque térmico. Sus dos cualidades primordiales son poseer la menor conductibilidad térmica posible y el máximo calor latente de cambio de estado.
La acción protectora de la coraza de ablativo es cuádruple. En primer lugar, al cambiar de estado, la capa superficial absorbe y retiene una cantidad de calor que, sin ella, habría atravesado la pared de la pieza en cuestión. Por otra parte, la materia fundida y arrastrada por el viento lleva con ella una gran parte de ese calor. Además, los productos gaseosos de la sublimación o de la vaporización forman ante la coraza un colchón aislante que mantiene apartada la onda de choque agente del calentamiento. Por último, la capa residual de ablativo que no se ha fundido adquiere una consistencia esponjosa que le confiere propiedades aislantes suplementarias, ya que, de por sí el ablativo es un mal conductor térmico.
- Datos: Q4054810